# Horst Heß
Horst Heß (ur. 15 kwietnia 1932, zm. 2007) – niemiecki i zachodnioniemiecki zapaśnik walczący w obu stylach.
Srebrny medalista mistrzostw świata w 1958 i brązowy w 1955; ósmy w 1963. Trzeci w Pucharze Świata w 1956 roku.
Mistrz Niemiec i RFN w latach 1954, 1955, 1957-1959 i 1961-1964; drugi w 1953 i 1960; trzeci w 1949 i 1951 roku.